# Neocorynura minae
Neocorynura minae is een vliesvleugelig insect uit de familie Halictidae. De wetenschappelijke naam van de soort is voor het eerst geldig gepubliceerd in 2016 door Smith-Pardo.